# 真崎修
真崎 修（まさき おさむ、1962年6月7日 - ）は、日本の男性歌手、ソングライター、編曲家である。

## 概要
1985年に横浜出身の5人組のポップス&ロック・バンド「JANGO（ジャンゴ）」のギター・ボーカルとしてデビュー。同年6月21日にデビューシングル「ダイナマイト・レディ」、8月31日にデビュー・アルバム「JANGO MUSIC」をリリース。5枚のシングルリリースの後、1987年頃に解散。
後にソロデビューしたほか、スタジオ・シンガー、作曲家・編曲家として多方面で活動している。

## 作品

### シングル
- SHIDKENAI（1989年4月発売／テイチク／CARC-1(LP)）

1. SHIDKENAI
  - 作詞：兼松正人／作曲：真崎修／編曲：大村憲司
2. 君を壊したい
  - 作詞：高柳恋／作曲：真崎修／編曲：大村憲司

- つのる想い（1989年10月21日発売／テイチク／07CV-25(LP)／10SV-25(カセット)／CARC-22(CD)）

1. つのる想い
  - 作詞：兼松正人／作曲・編曲：真崎修
2. 遠い夜
  - 作詞・作曲・編曲：真崎修

- 気がつけば（1994年4月21日発売／ポリスター／PSDR-5058(CD)）※MASAKI名義

1. 気がつけば（テレビ朝日系「リングの魂」エンディング・テーマ）
  - 作詞・作曲・編曲：MASAKI
2. Crazy
  - 作詞・作曲・編曲：MASAKI
3. 気がつけば (Original Karaoke)
4. Crazy (Original Karaoke)

- Lonely Night（1994年8月25日発売／ポリスター／PSDR-5077）※MASAKI名義

1. Lonely Night（テレビ朝日系「世界とんでも!?ヒストリー」エンディング・テーマ）
  - 作詞・作曲：MASAKI
2. 愛しさに耐えきれない
  - 作詞・作曲：MASAKI
3. Lonely Night (Original Karaoke)
4. 愛しさに耐えきれない (Original Karaoke)

- What do you love?（1994年12月1日発売／ポリスター／PSDR-5097）※MASAKI名義

1. What do you love?（MBS系「第74回全国高校ラグビー中継」エンディングテーマ）
  - 作詞：松本一起／作曲：MASAKI／編曲：見良津健雄
2. 限りない愛を
  - 作詞：安藤芳彦／作曲：MASAKI
3. What do you love? (Original Karaoke)
4. 限りない愛を (Original Karaoke)

- この地球が廻るはやさで（1996年2月25日発売／ポリスター／PSDR-5251）※MASAKI名義

1. この地球が廻るはやさで（ANB系「快楽通信」エンディングテーマ）
  - 作詞：本庄哲男、MASAKI／作曲：MASAKI
2. Let’s Begin
3. この地球が廻るはやさで (Original Karaoke)
4. Let’s Begin (Original Karaoke)

- モグロのサンバ（1999年8月25日発売／ポリドール／POCH-1839） ※喪黒福造(伊東四朗) with ダイナマイトSHU名義
  1. モグロのサンバ（「笑ゥせぇるすまん」エンディングテーマ）
    - 作詞：藤子不二雄A／作曲：MASAKI／編曲：MASAKI、加藤みちあき

  2. SAMBA de MOGURO CLUB MIX
  3. Force Of Nature Remix
  4. モグロのサンバ [No Vocal Edition]

- ライト&ダーク～時を救え!～（2002年12月21日発売／コロムビアミュージックエンタテインメント／CODC-2082）※マサキオサム名義

1. ライト&ダーク～時を救え!～（テレビアニメ「真・女神転生Dチルドレン ライト&ダーク」前期オープニング主題歌）
  - 作詞：さいとういんこ／作曲・編曲：MASAKI
2. Fighting out（テレビアニメ「真・女神転生Dチルドレン ライト&ダーク」イメージソング）
  - 作詞：うらん／作曲・編曲：MASAKI
3. ライト&ダーク～時を救え!～（オリジナル・カラオケ）
4. Fighting out（オリジナル・カラオケ）

- Dream Believer／LITTLE SKY（2005年3月24日発売／インターチャネル／NECM-12092）

1. Dream Believer（テレビアニメ「テニスの王子様」7thオープニング主題歌）
  - 作詞：tangerine.／作曲・編曲：真崎修
2. LITTLE SKY（歌：福士健太郎）
3. Dream Believer（Instrumental）
4. LITTLE SKY（Instrumental）

- 強ing! Going! My Soul!!（2006年5月31日発売／インデックスミュージック／NECM-12123）※ダイナマイトSHU名義

1. 強ing! Going! My Soul!!（テレビアニメ「デジモンセイバーズ」前期オープニング主題歌）
  - 作詞：比留間徹／作曲：POM／編曲：渡部チェル
2. TOMORROW
  - 作詞：白井裕紀／作曲・編曲：真崎修
3. 強ing! Going! My Soul!!（Original Karaoke）
4. TOMORROW（Original Karaoke）

- SKY（2006年7月5日発売／インデックスミュージック／NECM-10045）

1. SKY（「テニスの王子様 オン・ザ・レイディオ」28thオープニング主題歌）
  - 作詞：白井裕紀／作曲・編曲：真崎修
2. SKY（Original Karaoke）

### アルバム
- 甘い暴力～DOUCE VIOLENCE～（1989年4月21日発売／テイチク／30CH-379(CD)／28TC-23(カセット)）

1. 君を壊したい
  - 作詞：高柳恋／作曲：真崎修
2. 国境線
  - 作詞：高柳恋／作曲：真崎修
3. 哭きなよ
  - 作詞：兼松正人／作曲：真崎修
4. 近づく夜のように
  - 作詞：高柳恋／作曲：真崎修
5. すくわれるさ そのほうが
  - 作詞：兼松正人／作曲：真崎修
6. トラップ
  - 作詞：高柳恋／作曲：真崎修
7. ゆううつ
  - 作詞：兼松正人／作曲：真崎修
8. SHIDOKENAI
  - 作詞：兼松正人／作曲：真崎修
9. タイトロープ
  - 作詞：直枝政太郎／作曲：真崎修
10. Daylightにさよなら
  - 作詞：高柳恋／作曲：真崎修

- 危険な関係（1990年10月21日発売／テイチク／TECN-28049）

1. 夢・愛・月・恋
  - 作詞・作曲：真崎修
2. 甘く、殺意よりも激しく
  - 作詞：売野雅勇／作曲：真崎修
3. 短い夏
  - 作詞：売野雅勇／作曲：真崎修
4. G・O・L・D
  - 作詞：売野雅勇／作曲：真崎修
5. 夢に溺れて
  - 作詞：売野雅勇／作曲：真崎修
6. 路上のダイヤモンド
  - 作詞：売野雅勇／作曲：真崎修
7. 愛で汚せ
  - 作詞：売野雅勇／作曲：真崎修
8. グッドバイ・レディー
  - 作詞：兼松正人／作曲：真崎修
9. WISH
  - 作詞：高柳恋／作曲：真崎修
10. 週末
  - 作詞：直枝政太郎／作曲：真崎修

- MASAKI First（1994年11月2日発売／ポリスター／PSCR-5328）※MASAKI名義

1. 限りない愛を
  - 作詞：安藤芳彦／作曲：MASAKI
2. Lonely Night
  - 作詞・作曲：MASAKI
3. 愛しさに耐えきれない
  - 作詞・作曲：MASAKI
4. Crazy
  - 作詞・作曲：MASAKI
5. 一途-itizu-
  - 作詞：安藤芳彦／作曲：MASAKI
6. 気がつけば
  - 作詞・作曲：MASAKI
7. Girls Don`t Cry
  - 作詞：安藤芳彦／作曲：MASAKI
8. 突然 君と出会いたい（GAOへの提供曲のセルフカバー）
  - 作詞：GAO／作曲：MASAKI
9. Keep On Lovin’
  - 作詞：平出よしかつ／作曲：MASAKI
10. 君に届かない
  - 作詞：横山武／作曲：MASAKI
11. きっと今夜も…
  - 作詞：里乃塚玲央／作曲：加藤みちあき

### コンピレーション
- OVA「新世紀GPXサイバーフォーミュラ11」音楽編（1992年10月1日発売／DATE MUSICより）※ダイナマイトSHU名義

挿入歌「FLAME!」収録
- 作詞：原真弓／作曲：茂村泰彦／編曲：山口英次

- テレビアニメ「クレヨンしんちゃん」ソングコレクション（1993年8月10日発売／wea japan）※ダイナマイトSHU名義

イメージソング「立て!カンタムロボ」収録
- 作詞：里乃塚玲央／作曲：真崎修／編曲：林有三

- 劇場版アニメ「爆転シュート ベイブレード THE MOVIE 激闘!!タカオVS大地」オリジナルサウンドトラック（2002年8月7日発売／ワーナーミュージック・ジャパンより）※ダイナマイトSHU名義

オープニング主題歌「ビクトリア」収録
- 作詞：松木悠／作曲・編曲：MASAKI

## 楽曲提供

### 作詞・作曲・編曲
- 椎名へきる「Again-腕の中へ-」「PARADISE」
- 嶋大輔「ガンバッテるんだ!」

### 作曲・編曲
- 宇都宮隆「COLOR OF HEART」
- 郷ひろみ「Good Times Bad Times」（編曲は山中剛と共同）
- 草尾毅「逆転ロックンロール」（『ビーロボカブタック』エンディングテーマ）
- 椎名へきる「Starry Night!」「Driving to Summer」
- 白井裕紀「Hey,now!」
- by断ち切り隊「恋の激ダサ絶頂!」
- 藤田淑子「永久に続け!!」
- 保志総一朗「夢のカケラ」
- つるの剛士「新しい明日へ」
- AKB48チームB「恋愛サーカス」
- 西城秀樹「TEQUILA」
- 木ノ宮タカオ(くまいもとこ)「僕らの時代ヘ-GO AHEAD-」（『爆転シュート ベイブレード Gレボリューション』オープニングテーマ）
- 米倉千尋「FLAME」（プレイステーションゲーム『アイシア』主題歌）

### 作曲
- 島田敏「涙はいらない」
- 関俊彦「ENDLESS」「ハリケーンGO! GO!」
- 富田晃介「OH! WONDERFUL SHINING DAYS」
- 矢島晶子・ならはしみき「お正月の誓い」「はっぴーばーすでぃお正月」
- 玉木宏「Good day」「Stayer」「サヨナラと言わないで」「Hey You!」
- 梶谷美由紀「僕は永遠のお子様」
- 山下智久「抱いてセニョリータ」（渡辺未来と共同）
- 河辺千恵子「ひだまり。」
- 鈴木紗理奈「シャレになんない」
- 藤重政孝「Mysterious Rose」
- kyo「月も笑ってる」（菅原弘明と共同）
- シュプール音楽隊「GO!GO!レルヒさん」
- だ～す～&つ～ま～「ここで一発」
- 中森明菜「原始、女は太陽だった」
- TOKIO「Angel」
- サイコロコロッケ「ミラクル・ハイテンション!」（『コロッケ!』オープニングテーマ）
- 池田聡「どうにもならない」
- 高橋克典「UNBALANCE」（『花嫁は16才!』主題歌）
- NoB「君のために僕のために」
- GAO「突然 君と出会いたい」（第一興商テレビCM「DAM」CMソング ）
- Jet's「エンジョイパンク」（『マシュランボー』エンディングテーマ）

### 編曲
- 郷ひろみ「Boom Boom Boom」
- 池波流ノ介(相葉弘樹)「青浪（あおなみ）世直し」（『侍戦隊シンケンジャー』キャラクターソング）